# 長岡京市観光歴史検定
長岡京市観光歴史検定（ながおかきょうしかんこうれきしけんてい）とは、長岡京市観光・歴史検定実行委員会が主催するご当地検定である。

## 検定目的
長岡京市の名所・史跡に関する知識を深める。

## 受験資格
4月1日現在で、満15歳以上

## 募集定員
150名

## 試験日
9月

## 試験会場
長岡京市産業文化会館

## 試験内容
長岡京市の名所・史跡が中心

## 出題数・試験形式
出題数は100問。四択式のマークシート

## 試験時間
90分

## 合格点
70点以上